# Gmelina arborea

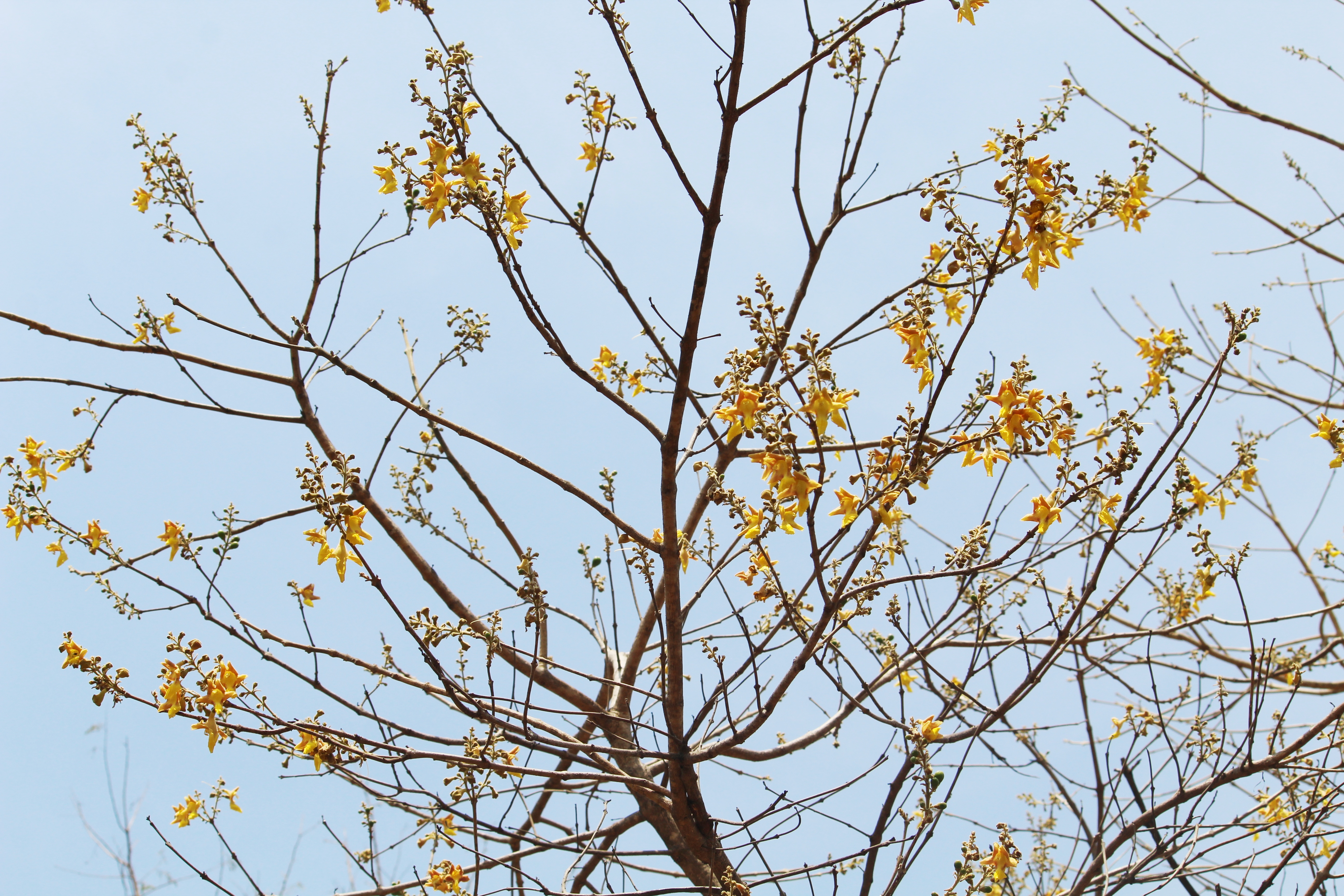
Kvetoucí strom před olistěním

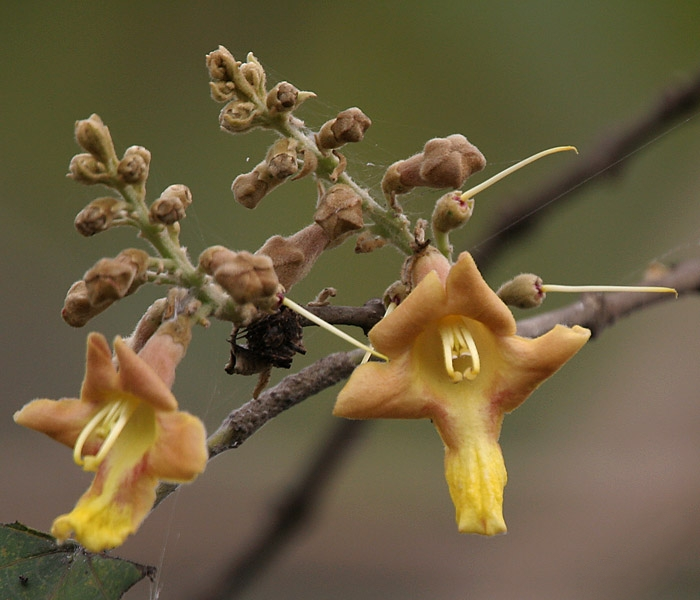
Květy

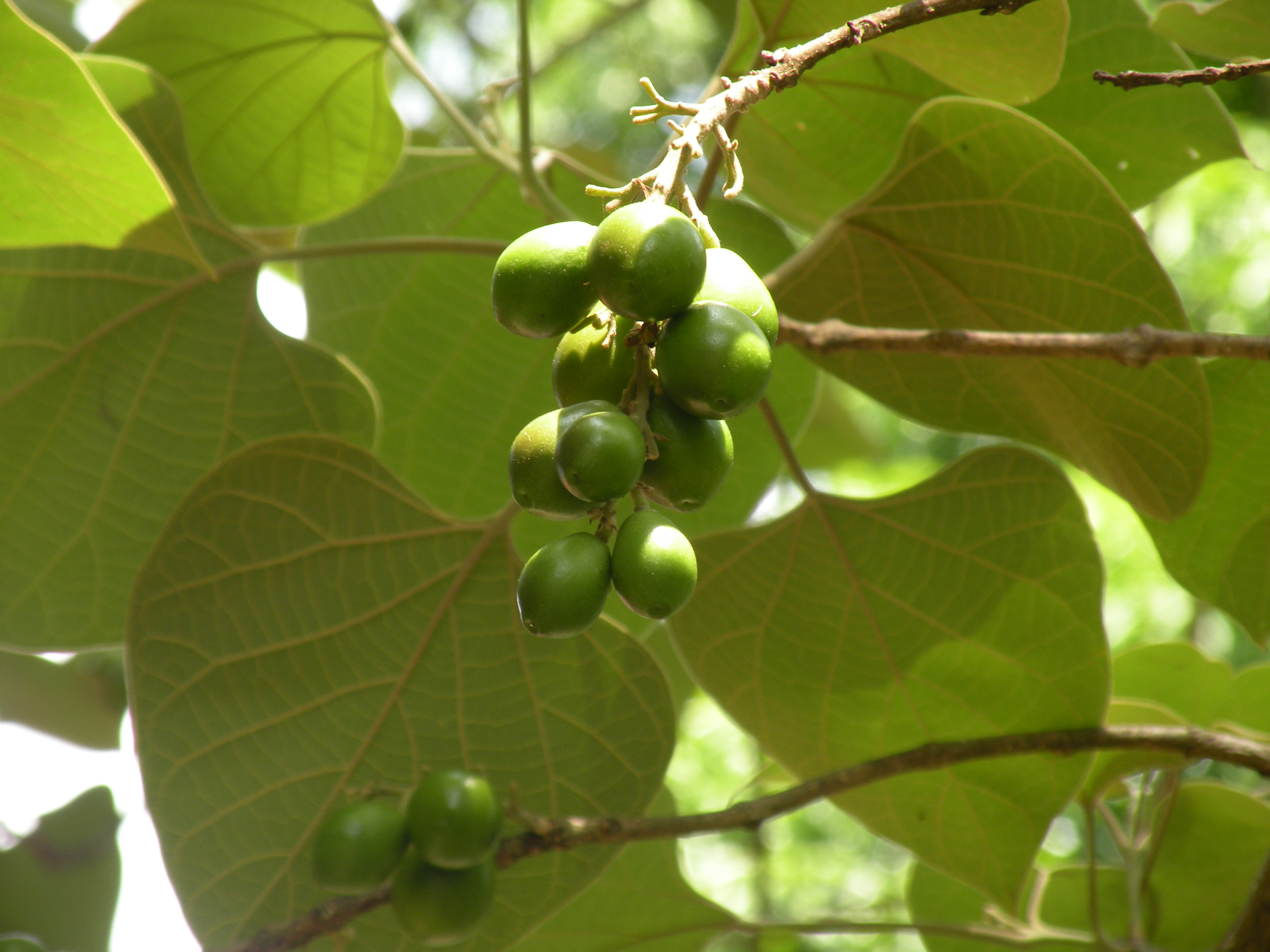
Nezralé plody

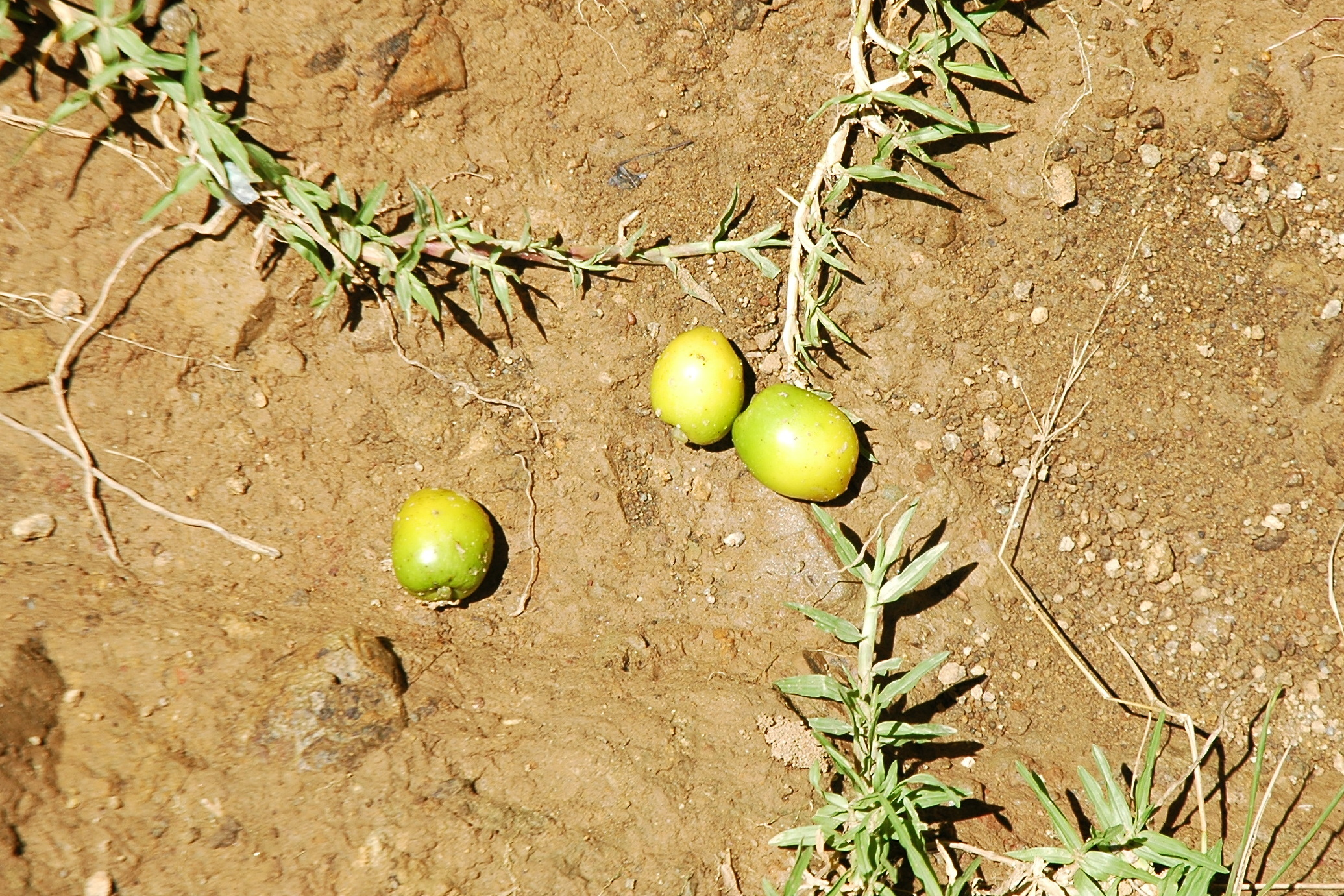
Opadané plody

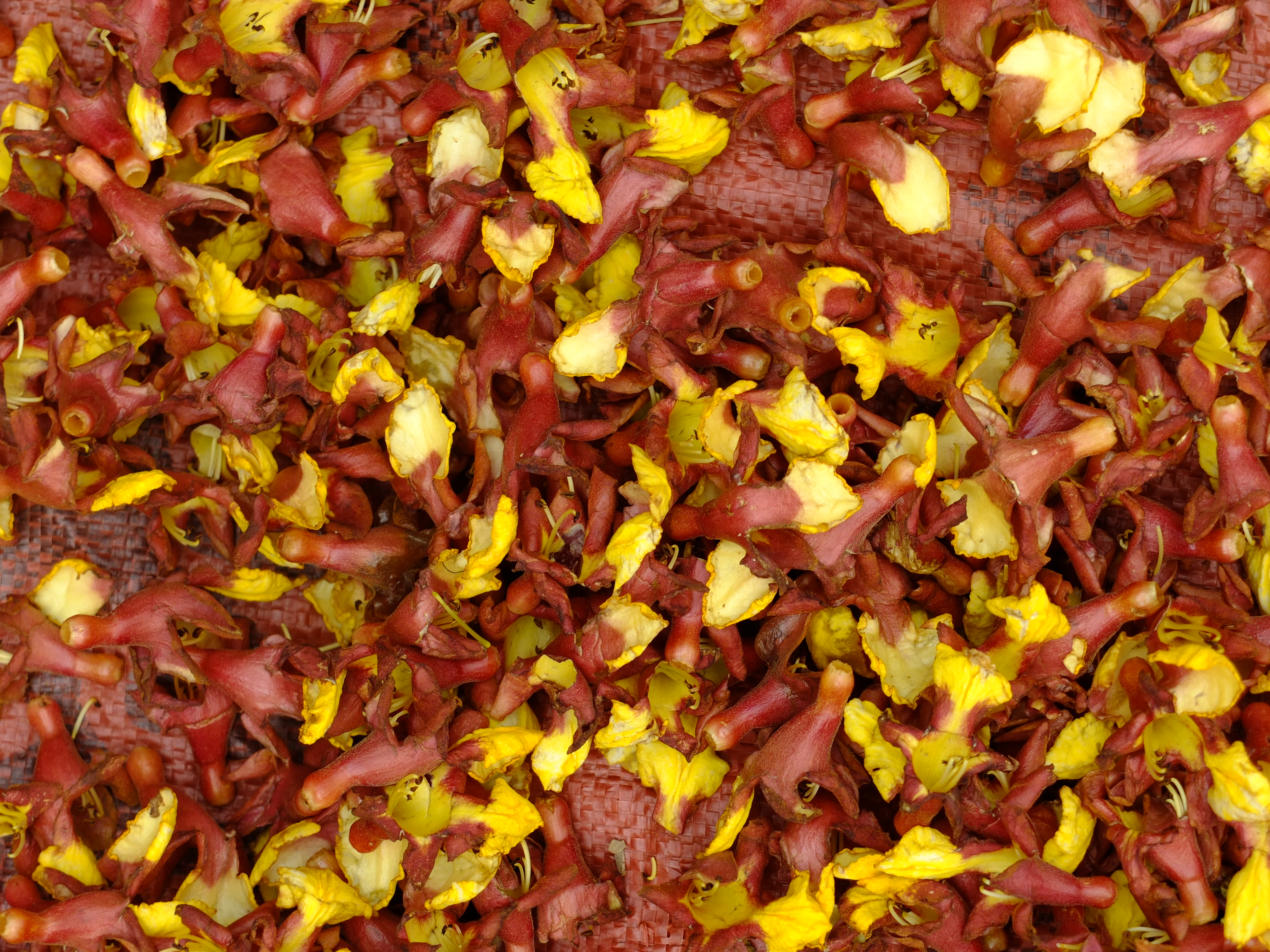
Prodej květů

Gmelina arborea je středně velký, listnatý, opadavý strom, který rychle přirůstá na výšce i objemu. Je tropickou rostlinou a bývá využíván hlavně pro kvalitní dřevo a také jako okrasný a poskytující stín. Je jedním z asi 35 druhů rodu gmelina, dříve býval součásti čeledi sporýšovitých, ale na základě molekulárních studií byl přeřazen do polyfyletické čeledi hluchavkovitých. Jméno rodu vzniklo na počest významného německého botanika Johanna Georga Gmelina.

## Rozšíření
Dřevina pochází z oblastí Indického subkontinentu a jihovýchodní Asie. Je původním druhem v širokém areálu, od Indie a Pákistánu na západě přes Bhútán, Nepál, Bangladéš, ostrov Srí Lanka a souostroví Andamany a Nikobary, přes Myanmar, Thajsko, Malajsii, Laos, Vietnam a střední a jižní Čínu, včetně ostrovů Indonésie, až po Filipíny na východě. Druhotně byl rozšířen do tropické Austrálie, Afriky i Střední a Jižní Ameriky.
V 60. létech 20. století začala být Gmelina arborea na Malajském poloostrově využívána pro zalesňování holin po vykácených tropických lesích. Osvědčila se jako dřevina s rychlým návratem investic, snadno se rozmnožovala, rychle rostla, málo trpěla nemocemi a dávala dobrý výnos kvalitního dřeva vhodného pro domácí zpracování i vývoz. Na základě těchto výsledků byly na mnoha jihoasijských, australských, západoafrických, středoamerických a jihoamerických územích zakládány její plantáže. Ve Střední Americe byla prvá zřízena v Kostarice roku 1966 a již koncem 1. tisíciletí rostla ve všech středoamerických státech na ploše asi 52 000 ha; je mimo jiné využívána na opětovné zalesňování vykácených pralesů v Amazonské pánvi. V Africe je vysázena v tropickém pásu od Senegalu a Gambie na západě přes Nigérii v centru až po Malawi a Zambii na jihozápadě na rozloze asi 130 000 ha. Na východě jižní Asie také vznikly velké plantáže hlavně v Malajsii, na Filipínách a na tichomořských ostrovech Fidži a Šalomounovy ostrovy o celkové velikosti cirka 50 000 ha.
Očekává se, že do roku 2020 bude celosvětově vysázena na ploše rovnající se téměř 800 000 ha.

## Ekologie
Gmelina arborea přirozeně roste v celé řadě lesních stanovišť, včetně tropických deštných pralesů, poloopadavých i stálezelených lesů, velmi vlhkých i suchých lesů nebo v podhorských houštinách. Vyskytuje se také na rozlehlých, nízkými dřevinami porostlých savanách na aluviální půdě, za optimálních klimatických podmínek vystupuje až do nadmořské výšky okolo 1500 m n. m. Často se také objevuje v blízkosti lidských sídel, podél cest a obdělávaných polí. Je považována za pionýrský druh rychle osídlující volné prostory.
V Číně kvetou v dubnu a květnu, plody dozrávají v červnu a červenci, v Indii jsou květy od února do března a plody zrají od května do června, ve Střední Americe bývají v květu od ledna do března. Stromy rozkvétají každoročně obvykle koncem období sucha, v době, kdy jsou prakticky ještě bez listů, v malém množství se květy objevují celoročně.
Dobře roste na mnoha typech půdy, včetně suchých písčitých i silně kyselých, je uváděna vyhovující hodnota 5 až 8 pH a roční srážky od 750 po 4500 mm (v ČR asi 700 mm). Optimální délka období sucha se pohybuje v rozsahu třech až pěti měsíců, toleruje však šest až sedm. Na velmi suchých, kamenitých či podmáčených místech vyrůstá jen do tvaru zákrsků či úzkého keře. Nejlépe se ji daří při průměrné roční teplotě od 21 po 28 °C (v ČR 5,5 až 9 °C), krátkodobá teplota nesmí poklesnout pod +1 °C. Je zjištěno, že až na výjimky spolehlivě roste od 25° severní zeměpisné šířky po 40° jižní zeměpisné šířky v nadmořské výšce do 1200 m. Chromozomové číslo uváděné pro tento druh se pohybuje v rozsahu 2n = 36, 38 i 40.

## Popis
Strom vyrůstající do výše 5 až 15 m, ojediněle i výše, který má rovný, kuželovitý, hladký kmen větvící se ve výšce 6 až 10 m a běžně dorůstající do průměru 50 a výjimečně 100 cm, který nese do široka rozprostřenou korunu. kůra kmene i starších větví je šedohnědá, letorosty jsou porostlé žlutohnědými plstnatými chloupky. Listy s řapíkem 3 až 10 cm dlouhým vyrůstají vstřícně a jsou celistvé. Jejich hrubá čepel je v obrysu široce vejčitá, 8 až 20 cm dlouhá a 5 až 15 cm široká, na bázi je klínovitá či srdčitá, na vrcholu zašpičatělá nebo zaoblená, po obvodě celistvá a mívá tři až pět párů vedlejších žilek zpeřené žilnatiny. Na svrchní straně jsou čepele tmavozelené a lesklé, na spodní našedlé a někdy hustě chlupaté.
Květenství jsou nejčastěji vrcholíky vytvářející vztyčené terminální laty se stopkou 15 až 30 cm dlouhou. Oboupohlavný květ s opadavými, čárkovitými nebo trojúhlými listenci má vytrvalý, zvonkovitý, v ovoci zvětšený kalich, jehož pět zelených, špičatých cípů je okolo 5 mm dlouhých a 4 mm širokých. Koruna je dvoupyská, červenavě žlutá nebo žlutohnědá, asi 4 cm dlouhá, její horní pysk je dvoulaločný, červenavě hnědý, kdežto spodní je třílaločný, jeho střední lalok je větší a má lopatkovitý tvar, dva postranní jsou menší a podélné. Korunní trubka je široce nálevkovitá, bývá dlouhá až 20 mm a má na vrcholu přirostlé dva páry tyčinek, zadní pár s kratšími nitkami jsou patyčinky a přední nesou černé, z koruny mírně vystupující, podélně se otvírající prašníky. Lysý, dvoupouzdrý semeník je ukončen nitkovitou čnělkou s drobnou bliznou s dvěma nestejnými laloky.
Květy produkují hojně nektaru i pylu a jsou opylovány hlavně hmyzem, nejčastěji včelami rodů Apis a Xylocopa či drobnými ptáky; část z toho množství květů se opylí samosprašně. Většina květů opylených vlastním pylem asi po dvou týdnech růstu se stromů opadá.

## Ovoce
Plod je ve zralosti žlutá, lesklá, voňavá, poživatelná peckovice eliptického tvaru, která bývá velká 15 až 20 mm a má šťavnatou, hořkosladce chutnající dužinu. Uvnitř je usazeno jedno až dvě vejčitá, světle hnědá, průměrně 7 mm dlouhá, velmi tvrdá semena s jedním koncem zaobleným a druhým špičatým. Plody dozrávají za jeden a půl měsíce po odkvětu, ne všechny současně. Ke konzumaci se dvakrát týdně sbírají popadané na zem, která bývá před sklizní zbavena plevelných rostlin, po dvou týdnech již peckovice měknou a hnědou, po třech týdnech kvasí a černají. Plodům je obvykle přikládán jen malý význam, konzumují se jen příležitostně nebo při nedostatku jiné potravy, řídce bývají používány v domácím léčitelství. Častěji se jedí rozvité květy, které mj. bývají součásti slavnostního jídla při tradiční oslavě místního nového roku.

## Rozmnožování
Stromy produkují velké množství plodů, které jsou hojně konzumované ptáky či netopýry a po opadu na zem i různými drobnými savci, kteří následně šíří semena na velké vzdálenosti od rodičovských stromů. Pro novou výsadbu se stromy nejčastěji rozmnožují ze semen, která nemají dormanci a v suchém prostředí dobře snášejí skladování, ani po roku jejich klíčivost nikterak neklesá, kdežto semena z plodů spadlých do vody obvykle klíčí špatně. Hmotnost tisíce semen bývá kolem 400 gramů.
Vysévají se na vlhkou půdu či pískové lože do hloubky maximálně 1 cm, vyklíčí za dvacet až padesát dnů, z jednoho semene roste více klíčků. Pro klíčení je optimální teplota 30 °C a plné slunce, chlad a stín zpomaluji klíčení. Ve věku pěti až šesti měsíců jsou sazenice schopné výsadby na trvalé stanoviště. V prvém roce semenáč vyrůstá až do výše 3 m a během pěti let může být vysoký i 20 m. Mladé stromky lze bez problémů přesazovat v období dešťů. Při zakládání nových plantáží se mnohdy semena vysévají přímo do řad a semenáče se již nepřesazují. Obvykle poprvé kvetou ve věku šest až osmi let, za optimálních podmínek již ve stáří čtyř let.

## Význam
Rychle rostoucí strom, jenž se dříve pěstoval jako okrasný v zahradách či podél cest, se nyní sází a sklízí hlavně na velkoplošných plantážích, kde za jeden rok vykazují obvykle přírůstek dřeva 20 až 25 m³/ha. Na nejlepších půdách bývá za deset let výtěžnost až 300 m³/ha, v půdách na živiny chudých, písčitých, hodně suchých, za stejnou dobu přiroste jen okolo 80 m³/ha. Jeho životnost se počítá asi 40 roků. Strom vrhá hustý stín a je pod ním hrubý koberec listů a jen minimální podrost. Sázejí se i jako větrolamy nebo stínící stromy pro mladé kakaovníky a jiné rostliny požadující polostín.
Běl vytěženého dřeva je o málo světlejší než slámově žluté až krémově bílé jádro, které se s věkem mění na červenohnědé, přesné barevné rozhraní mezi nimi není. Dřevo je měkké a lehké, jeho průměrná hustota bývá pouhých 400 kg/m³. Má středně hrubou, ale rovnoměrnou texturu a rovné zrno. Dá se snadno řezat, hoblovat i vybrousit do hladka. Je poměrně trvanlivé, odolává termitům a jeho jádro je vůči houbovitých chorobám středně odolné. Surové dřevo jen pomalu vysychá a málo se přitom deformuje, radiálně se smršťuje jen asi o 0,5 % a tangenciálně o 1 %.
Z kmene se získává dřevo rovné a dostatečně dlouhé, využívá se hlavně jako stavební i nábytkové. Vyrábějí se z něho různé stavební konstrukce a plotové části, domácí nábytek, podlahy a vnitřní obklady, slouží jako truhlářská surovina pro výrobu nejrůznějších krabic, přepravních beden, kontejnerů, železničních pražců i vozů, včetně lidových hudebních nástrojů, zápalek či tužek. Pro svou lehkost se používá i pro zhotovování protéz. Velmi snadno se z něj loupají dýhy, vyrábí překližka a hlavně kvalitní buničina k výrobě papíru a různých kartonů. Ze dřeva se pálí kvalitní dřevěné uhlí a samo sloužívá jako palivo pro místní obyvatelstvo, má průměrnou výhřevnost 4800 kcal/kg.
Listy obsahují hojně proteinů a jsou dobrým krmivem pro zdomácnělé býložravce i pro larvy bource morušového chované pro získávání přírodního hedvábí. Květiny vylučují hojně nektaru, z něhož včely dělají kvalitní med. Dřevěný popel ve směsi s ovocem je základem místního trvalého žlutého barviva. Květy, plody, kůra i kořeny, obsahující malá množství různých alkaloidů, nalézají uplatnění v tradiční jihoasijské medicíně.
Mimo výše uvedených kladných vlastností druhu Gmelina arborea je jeho záporným atributem schopnost lehce se stávat invazním druhem. Díky roznášení semen mnoha živočichy uniká z plantáží a proniká do volné přírody, kde vytlačuje původní floru. Za invazní dřevinu je považován ve Střední Americe v Kostarice a Dominikánské republice, v Africe v Ghaně, Malawi, Tanzanii i Zambií a také v severní Austrálii.